# Johann Rüdiger
Johann Rüdiger (1751 - 1822) va ser un filòleg alemany catedràtic de la Universitat de Halle. És considerat com el primer a publicar, l'any 1782, un estudi en el que es demostrava amb metodologia científica i filologia comparada, que la llengua dels gitanos, el romaní, era una llengua asiàtica del grup indo-ari.
En aquells anys, Christian Büttner el 1771 ja havia apuntat l'origen hindi del romaní i el 1783 un any després de la publicació de Rüdiger, Heinrich Grellmann, un prestigiós filòleg va publicar les seves recerques sobre el tema.
Durant el segle xviii es desvetllà un gran interès a Occident per estudiar els pobles considerats exòtics. El treball publicat per Johann Rüdiger, tot i tractar-se d'un breu assaig, és una gran mostra d'originalitat i d'integritat personal. Rüdiger va intercanviar impressions amb altres estudiosos a qui ell donava crèdit, ell mateix no s'adjudicava el mèrit de ser el primer a donar a conèixer la connexió del romaní amb les llengües indoàries, però va ser el primer a mostrar l'evidència i les anàlisis. Rüdiger va ser el pioner, per la seva publicació dels orígens índics de la llengua romaní precedint la dels altres estudiosos i va ser original. Recollí les seves dades del romaní directament d'un parlant d'aquest idioma, i va extreure les dades de l'hindustaní, amb les que va fer la comparació, del manual de l'hindustaní fet per un missioner. A més, Rüdiger simpatitzava amb els gitanos, i era molt crític amb el tracte que els donava la societat del seu temps.